# حله، ادلب
حله (به عربی: حلة) یک روستا در سوریه است که در ناحیه کفر تخاریم واقع شده‌است. حله ۲۷۷ نفر جمعیت دارد.